# Athrycia nigrita
Athrycia nigrita là một loài ruồi trong họ Tachinidae.